# John Murray, 1:e markis av Atholl
John Murray, 2:e earl och 1:e markis av Atholl, född den 2 maj 1631, död den 6 maj 1703, var en skotsk ädling, son till John Murray, 1:e earl av Atholl, far till John Murray, 1:e hertig av Atholl och Charles Murray, 1:e earl av Dunmore.
Atholl företog 1653-54 en av Monck undertryckt resning i Skottland till Karl II:s förmån, erhöll efter restaurationen flera höga ämbeten och intog vid 1688 års revolution i det längsta en vacklande hållning, bestämde sig omsider för att hylla Vilhelm och Maria, men var sedermera gång på gång invecklad i jakobitiska stämplingar. Murray blev 1642 earl av Atholl efter sin far, 1670 earl av Tullibardine efter en kusin, och upphöjdes 1676 till markis av Atholl.